# Doassansiopsis hydrophila
Doassansiopsis hydrophila är en svampart som först beskrevs av Albert Gottfried Dietrich, och fick sitt nu gällande namn av Lavrov 1897. Doassansiopsis hydrophila ingår i släktet Doassansiopsis och familjen Doassansiopsidaceae.   Inga underarter finns listade i Catalogue of Life.